# St.-Aegidius-Kirche (Mannheim)

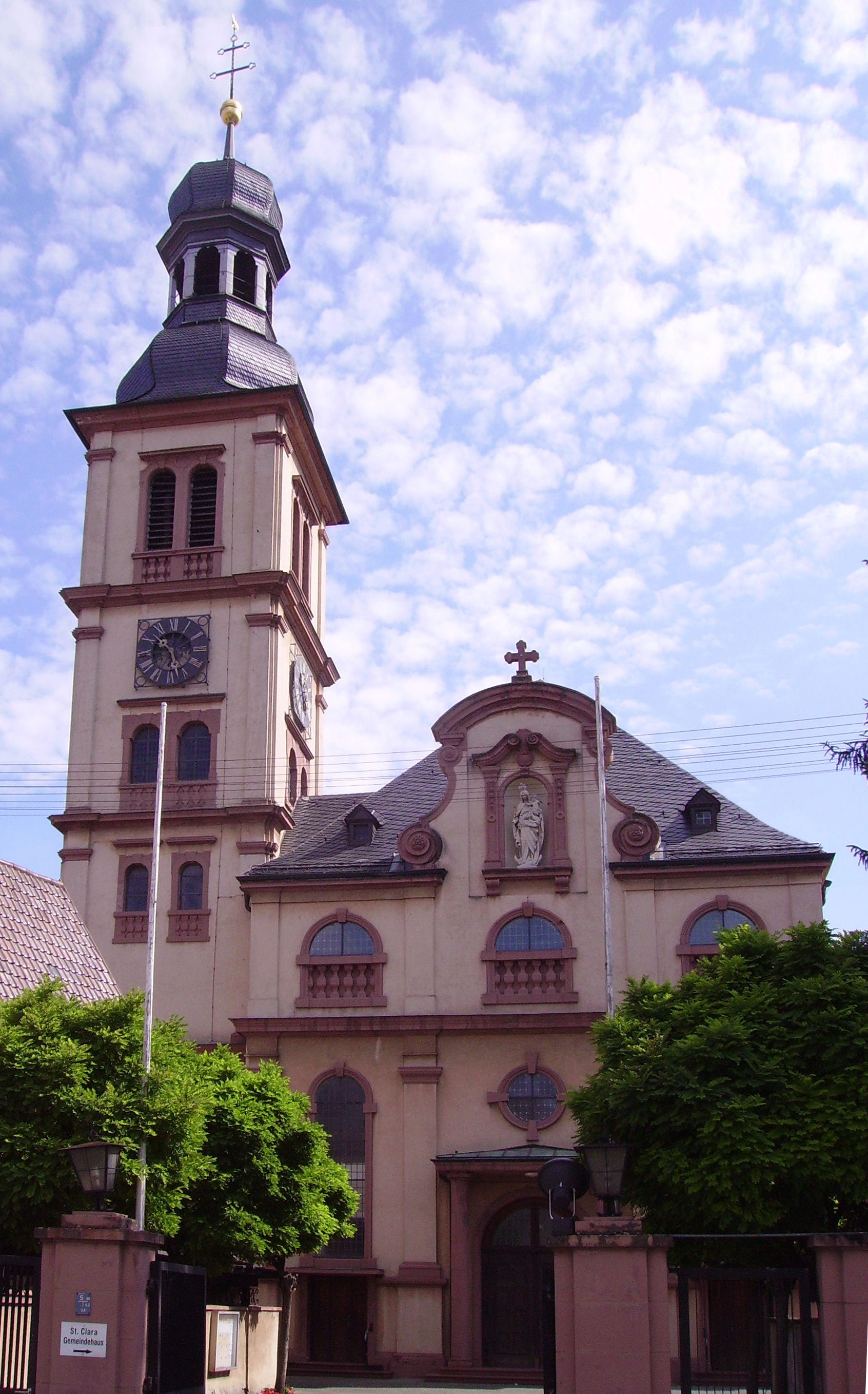
St.-Aegidius-Kirche

Die St.-Aegidius-Kirche ist eine katholische Kirche im Mannheimer Stadtteil Seckenheim. Sie wurde zwischen 1904 und 1906 nach den Plänen von Ludwig Maier im neobarocken Stil erbaut. Teile des Turms und der Ausstattung stammen aus dem 18. Jahrhundert. Die St.-Aegidius-Kirche ist die vierte Kirche an dieser Stelle seit dem Mittelalter.

## Geschichte
Seckenheim wurde erstmals 766 im Lorscher Codex genannt. Eine Kirche im Dorf fand im Jahr 823 Erwähnung als Kaiser Ludwig der Fromme sie dem Kloster Lorsch schenkte. In derselben Urkunde steht, dass die Kirche zuvor von Graf Warin für den König erworben worden war. Da Warin im letzten Drittel des 8. Jahrhunderts urkundete, muss die Kirche bereits zuvor bestanden haben. Damit ist sie eine der ältesten Kirchen im rechtsrheinischen Teil des Bistums Worms. Die Kirche stand wie das Kloster Lorsch unter dem Patrozinium des Heiligen Nazarius. 1232 gelangte das Kloster an das Erzbistum Mainz. Das Dorf Seckenheim fiel 1247 nach einer Fehde mit dem Mainzer Erzbischof an die Pfalzgrafschaft bei Rhein. 1358 übertrug der Pfälzer Kurfürst die Kirche dem St. Ägidiusstift in Neustadt, womit auch ein Wechsel des Patroziniums von Nazarius zu Ägidius verbunden war.
Um 1470 wurde die Kirche neu erbaut. Sie war einschiffig und nach Osten gerichtet. Auf dem Satteldach befand sich ein Dachreiter mit Glocken. Nach der Einführung der Reformation 1556 durch Kurfürst Ottheinrich folgten in der Kurpfalz im Laufe der Zeit mehrere Konfessionswechsel. Im Dreißigjährigen Krieg erhob Kurmainz territoriale Ansprüche an Seckenheim und rekatholisierte den Ort. Im Bergsträßer Rezess ging Seckenheim wieder an die Kurpfalz, aber als Ausgleich wurde vereinbart, dass die St.-Aegidius-Kirche ab 1651 von Katholiken und Reformierten simultan genutzt wurde. 1673 und 1674 wurde die Kirche von französischen Soldaten verwüstet, im Pfälzischen Erbfolgekrieg (1688–1697) allerdings wurde sie als eine der wenigen Kirchen in der Region nicht zerstört.

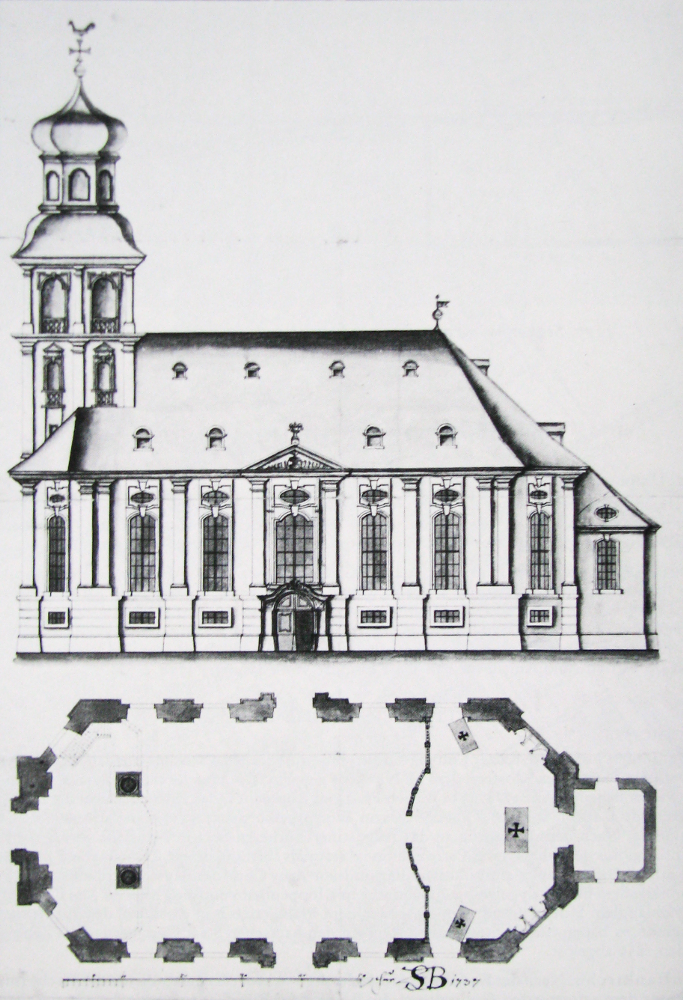
Grundriss und Aufriss (Sigismund Zeller 1737)

Durch die Simultannutzung war die Kirche in Seckenheim in der protestantischen Kurpfalz die einzige Kirche südlich des Neckars, in der katholische Gottesdienste gefeiert werden konnten. Seckenheim war deswegen über längere Zeit auch für die Nachbarorte zuständig: 1648–1698 für Mannheim, 1648–1699 für Feudenheim, 1648–1726 für Neckarau, 1648–1747 für Ilvesheim, 1690–1901 für Friedrichsfeld, bis 1900 für den Stengelhof (später Rheinau) und 1924–1933 für Pfingstberg. Die Seelsorge übernahmen zunächst Kapuziner, die aus Ladenburg kamen, ehe 1706 wieder eine Pfarrei in Seckenheim eingerichtet wurde.
Im 18. Jahrhundert war die St.-Aegidius-Kirche in einem sehr schlechten Zustand. Das Gebälk war verfault und das Fundament senkte sich durch die Nähe des Neckars ab, wodurch Risse in den Wänden entstanden. 1732 empfahl der kurpfälzische Hofbaumeister Sigismund Zeller einen Neubau. Nach seinen Plänen wurde die neue Kirche dann zwischen 1737 und 1738 im Barockstil errichtet. Dabei wurde der Grundriss um 45 Grad gedreht, so dass die Kirche parallel zur Hauptstraße stand. 1779 erhielt die Kirche von Johann Faxlunger eine Empore.
Nach mehr als zwei Jahrhunderten neigte sich die Simultannutzung der Kirche dem Ende entgegen, weil die Bevölkerung Seckenheims zu groß wurde. Die vermögendere evangelische Gemeinde beschloss, die St.-Aegidius-Kirche den Katholiken zu überlassen und eine eigene Kirche zu bauen. 1869 konnte sie die Erlöserkirche einweihen. Die Katholiken erneuerten den Innenraum der St.-Aegidius-Kirche und beschafften einen neuen Hochaltar und eine neue Orgel. Aufgrund des stetigen Bevölkerungswachstums war die Kirche bald auch der katholischen Gemeinde zu klein. Erste Pläne sahen eine Erweiterung der Kirche vor, doch 1901 entschloss man sich zu einem Neubau.

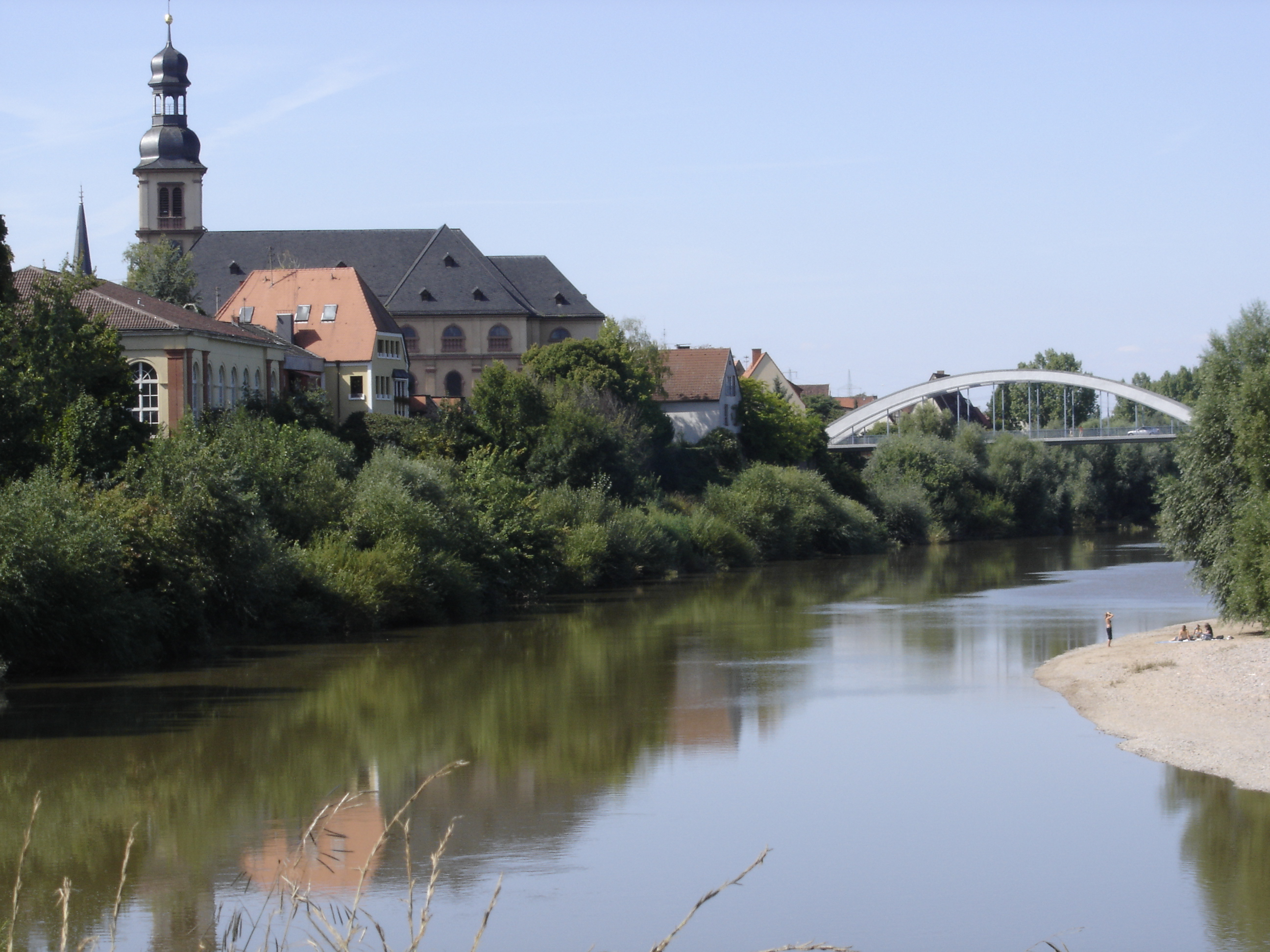
Ansicht von Südosten, im Vordergrund der Neckar

1904 begann der Abriss der alten Kirche und nach zweijähriger Bauzeit war die neue, nun dreimal so große St.-Aegidius-Kirche nach den Plänen des Architekten Ludwig Maier fertiggestellt. Am 27. Mai 1906 wurde sie vom Freiburger Erzbischof Thomas Nörber konsekriert. Der Grundriss war erneut gedreht worden, diesmal um 90 Grad, so dass die Hauptfront zur Seckenheimer Hauptstraße zeigt. Die Glocken der Kirche mussten im Ersten Weltkrieg abgeliefert werden. 1921 wurde das Geläut ersetzt, doch bereits 1940 im Zweiten Weltkrieg erneut eingezogen. Die Kirche selbst überstand den Krieg unbeschadet, bis sie am letzten Kriegstag am 28. März 1945 von amerikanischer Artillerie beschossen wurde und bis auf die Außenmauern abbrannte. Bis 1951 wurde die Kirche unter der Leitung von Anton Ohnmacht außen weitgehend originalgetreu, im Innern vereinfacht, wiederaufgebaut. 1975 wurde die Kirche renoviert. 2002 schlossen sich die Gemeinden St. Aegidius, St. Bonifatius (Mannheim-Friedrichsfeld), St. Andreas und St. Bruder Klaus (Edingen-Neckarhausen) zur Seelsorgeeinheit Mannheim-Südost – jetzt Mannheim St. Martin – zusammen. Zum hundertjährigen Jubiläum wurde der Innenraum der Kirche 2006/07 renoviert und neu gestaltet.

## Architektur

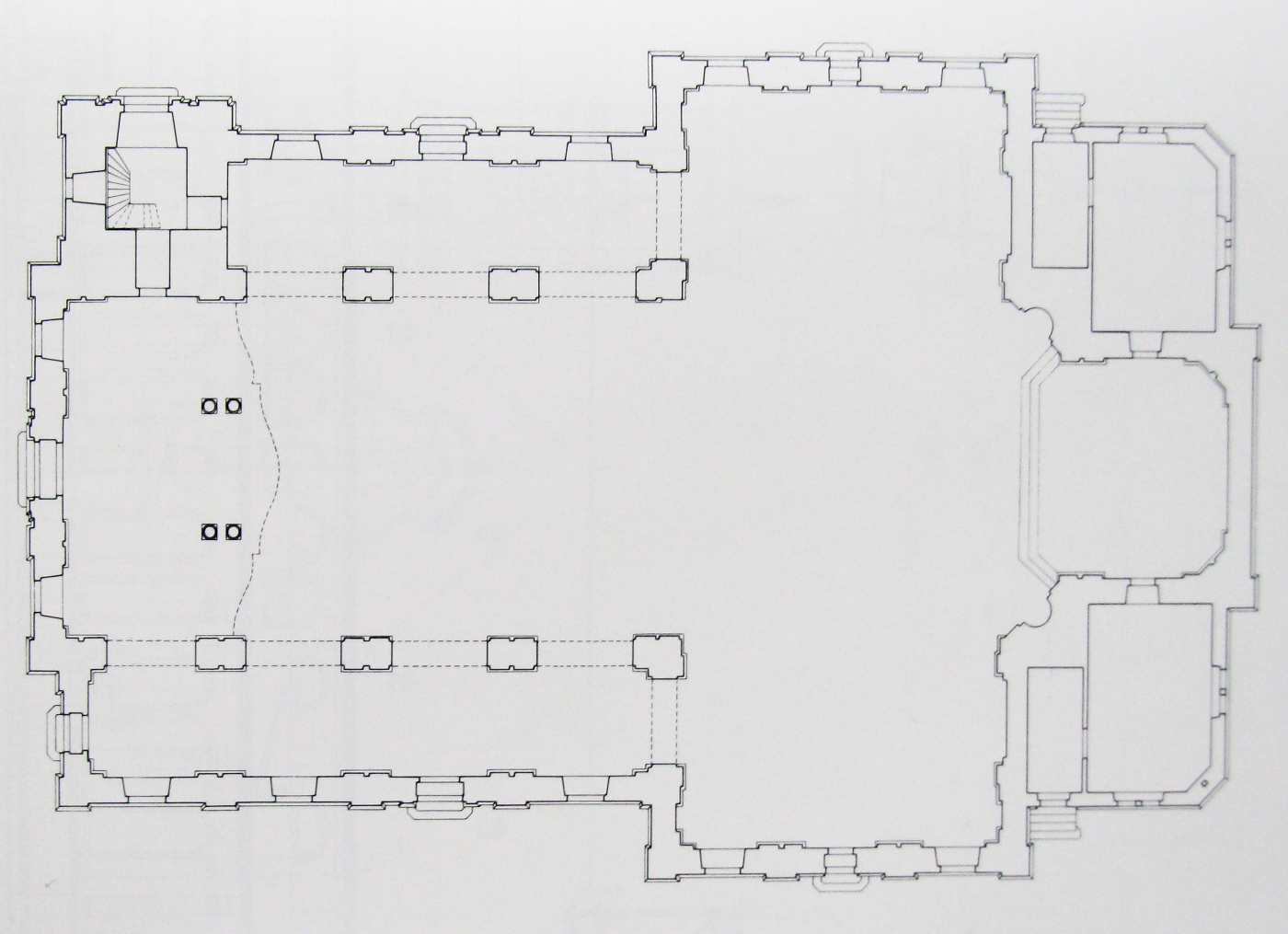
Grundriss

Die St.-Aegidius-Kirche steht im Nordosten von Seckenheim direkt am Neckar. Sie ist eine dreischiffige Hallenkirche mit Querhaus und eingezogenenem, rechteckigem Chor. Sie ist 35 Meter lang, 14 Meter breit und 11 Meter hoch. An der Südwestecke befindet sich der Kirchturm. Der untere Teil stammt noch von der Vorgängerkirche. Beim Neubau wurde der Turm erhöht und wie zuvor mit einer Welschen Haube versehen. Die Fassade der Kirche ist mit rotem Sandstein gegliedert. Über dem Haupteingang befindet sich eine Figurennische mit der Immakulata.
Um die St.-Aegidius-Kirche lag der bis 1845 belegte, gemischtkonfessionelle Kirchhof. 1868 wurde er aufgelassen. Heute stehen noch acht stark verwitterte Grabsteine. Hinter dem Chor der Kirche befindet sich eine Nepomukstatue aus rotem Sandstein. Sie war ursprünglich an einer Brücke an der Schwabenstraße aufgestellt, ehe sie hierher versetzt wurde. Das stark beschädigte Original aus dem 18. Jahrhundert wurde um 1950 durch eine Kopie ersetzt.

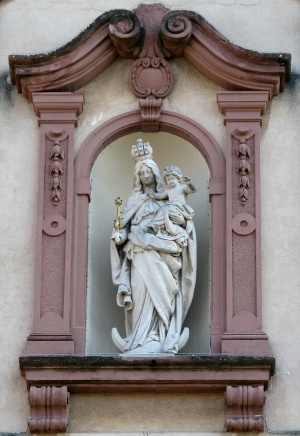
Figurennische mit Immakulata
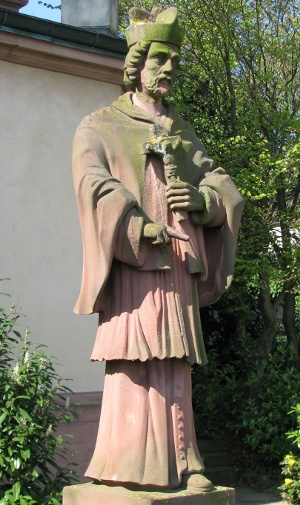
Nepomukstatue
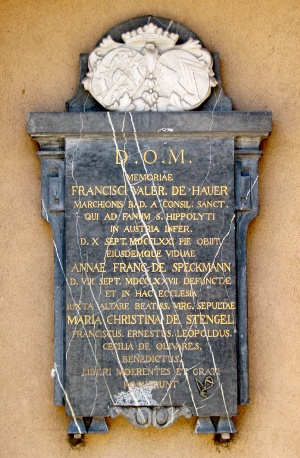
Epitaph an der Außenwand

## Ausstattung
Der Innenraum ist ganz in Weiß- und hellen Gelbtönen gehalten. Der Altar steht auf einer kreisrunden dreistufigen Insel im Querhaus. Die Kirchenbänke sind von drei Seiten auf ihn ausgerichtet. Im Chor steht eine freistehende Wand mit einer Kreuzigungsgruppe, die Emil Sutor 1958/60 schuf. Aus dem 18. Jahrhundert haben sich elf barocke Schnitzfiguren erhalten: die vier Evangelisten, sechs Putten und eine Christusfigur. Sie wurden nach dem Kirchenneubau 1906 nicht wieder aufgestellt, sondern in einer Scheune aufbewahrt, wodurch sie dem Brand 1945 entgingen. Nach dem Zweiten Weltkrieg wurden sie wieder in die Kirche gebracht.
Das Geläute besteht aus fünf Glocken mit der Schlagtonfolge es´-ges´-as´-b´-des´´. Es wurde 1952 von F. W. Schilling in Heidelberg gegossen.

### Orgel
Auf der Westempore steht die Orgel, die die Firma Romanus Seifert im Jahr 2017 fertigstellte. Das Instrument verfügt über 32 Register, die auf zwei Manuale und Pedal verteilt sich. Im Pedalwerk gibt es drei Extensionen. Klanglich orientiert sich das Werk an dem Vorgängerinstrument von Andreas Krämer, der 1780 eine Orgel in süddeutschem Stil mit französischem Einfluss errichtete. Die Disposition lautet wie folgt:
| I Hauptwerk C–f3 |       |
| Quintathön       | 16′   |
| Principal        | 8′    |
| Traverso (ab f0) | 8′    |
| Gemshorn         | 8′    |
| Viola di Gamba   | 8′    |
| Octav            | 4′    |
| Rohrflöth        | 4′    |
| Quint            | 3′    |
| Superoctav       | 2′    |
| Sextquilatera II | 2 ⁄3′ |
| Mixtur III–IV    | 1 ⁄3′ |
| Trompete         | 8′    |

| II Hinterwerk C–f3 |        |
| Holzprincipal      | 8′     |
| Coppel             | 8′     |
| Salicional         | 8′     |
| Dolce              | 8′     |
| Piffara (ab c0)    | 8′     |
| Fugara             | 4′     |
| Spitzflöth         | 4′     |
| Nazat              | 2 ⁄3′  |
| Waldflöth          | 2′     |
| Terz               | 1 3⁄5′ |
| Sifflöth           | 1′     |
| Chalumeau          | 8′     |

| Pedal C–d1               |     |
| Principalbaß             | 16′ |
| Violonbaß                | 16′ |
| Subbaß                   | 16′ |
| Octavbaß (Ext. Nr. 25)   | 8′  |
| Cellobaß                 | 8′  |
| Gedacktbaß (Ext. Nr. 27) | 8′  |
| Posaunbaß                | 16′ |
| Posaune (Ext. Nr. 31)    | 8′  |

- Koppeln: II/I, I/P, II/P
- Nebenstimmen: Accordstern